# Ерик Лунд
Ерик Лунд (енгл. Erik Lund; 3. јул 1979) професионални је норвешки рагбиста и репрезентативац, који тренутно игра за француског друголигаша Олимпик Биариц. Његов отац је био кошаркашки репрезентативац Норвешке, а са фамилијом је емигрирао у Енглеску, када је Ерик имао 6 месеци. Поред рагбија, Ерик је тренирао и рвање, а надимак му је "Викинг". Пре Лидса играо је за Манчестер и Ротерам. У дресу Биарица постигао је 3 есеја.